# Droit pénal du travail en France
Pour les autres articles nationaux ou selon les autres juridictions, voir Droit pénal du travail.
En droit français, certains comportements qui se produisent dans la sphère du travail sont pénalement répréhensibles, et font l'objet de la matière du droit pénal du travail, qui est une branche du droit pénal spécial.
Les deux grands domaines d'infractions sont la sécurité au travail et l'entrave aux institutions représentatives du personnel. Ainsi ce que l'on appelle ici le droit pénal du travail est la matière pénale appliquée au droit du travail en France. Les infractions concernées sont réunies dans le Code du travail, pour la plupart, et non nécessairement dans le Code pénal. On différencie alors deux types d'infractions : les infractions de droit commun appliquées au travail (homicide involontaire, mise en danger de la vie d'autrui, etc.) et les infractions spécifiques au droit du travail (délit d'entrave, travail dissimulé...). Les premières sont inscrites de manière générale dans le Code pénal, les autres sont énoncées dans le Code du travail.
Une notion fondamentale est celle de délégation de pouvoirs (à ne surtout pas confondre avec la délégation de signature), construction jurisprudentielle fondée sur trois critères cumulatifs : 
- L'autorité
- La compétence
- Les moyens

Si les trois critères ne sont pas constatés, alors on remonte au niveau hiérarchique supérieur (l'autorité est alors indirecte). La délégation de pouvoir pour exonérer de responsabilité son auteur, doit être acceptée par son destinataire.

## Les infractions du travail
- le travail dissimulé ou illégal
- le délit d'entrave
- les infractions relatives à l'hygiène, à la santé et à la sécurité
- les atteintes à la dignité

## La responsabilité pénale en droit du travail

### Responsabilité pénale de l'employé
La responsabilité pénale de l'employé peut être engagée pour les délits commis dans l'exercice de ses fonctions, mais seulement dans des circonstances précises.
Si l'employé commet un délit de droit commun dans le cadre de l'exécution de son contrat de travail, il peut être tenu personnellement responsable. Le délit doit être directement attribuable à l'employé. Les instructions ou les ordres donnés par un supérieur ne peuvent en aucune manière libérer l'employé de sa responsabilité pénale.
En cas d'infractions non intentionnelles entraînant des atteintes à la vie ou à l'intégrité physique d'autrui, l'employé peut être tenu responsable si une faute de sa part est en lien direct avec l'accident.

### Responsabilité pénale du dirigeant de l'entreprise
La responsabilité est attribuée à l'individu qui exerce effectivement la direction de l'entreprise. Cela peut aussi s'appliquer au dirigeant de facto, un statut juridiquement reconnu pour celui qui détient le pouvoir au sein de l'entreprise, en lieu et place du dirigeant de droit. Ce dirigeant de facto est tenu responsable en cas de violation des normes de santé et de sécurité.
Quand des poursuites sont engagées en vertu du Code du travail, seule la responsabilité du chef d'entreprise ou de son délégué est mise en cause.
En revanche, lorsque les poursuites sont basées sur le Code pénal, la responsabilité du dirigeant de l'entreprise, de son délégué, ou de toute personne ayant commis une faute liée au préjudice, peut être recherchée.

### Responsabilité pénale du dirigeant d'entreprise
Le dirigeant d'entreprise, en tant qu'entité qui exerce une direction effective, est susceptible d'être tenu pénalement responsable. La notion de dirigeant de fait, telle que définie par la jurisprudence, s'applique à l'individu qui, bien qu'il ne soit pas formellement investi d'un rôle de gestion, exerce de fait le pouvoir au sein de l'entreprise. Ce dirigeant de fait peut être tenu responsable en cas de non-respect des réglementations relatives à l'hygiène et à la sécurité.
Lorsque des poursuites sont intentées en vertu des dispositions du Code du travail, c'est uniquement la responsabilité du dirigeant d'entreprise ou de son délégué qui est examinée.
Toutefois, si les poursuites sont engagées sur la base du Code pénal, la responsabilité pénale du dirigeant d'entreprise, de son délégué, ou de tout autre individu qui a commis une faute liée au dommage, peut être mise en cause.

### Responsabilité pénale des personnes morales
Toutes les personnes morales, sauf le gouvernement, peuvent être tenues responsables pour des actes illégaux, comme le dit l'article 121-2 du code pénal. Cela s'applique à toutes les personnes morales de droit privé, qu'elles visent à faire du profit ou non.
Pour qu'une personne morale soit tenue responsable d'un acte illégal commis par une personne, deux choses doivent être vraies. Premièrement, la personne qui a commis l'acte illégal doit être un représentant de l'organisation, comme un président, un gestionnaire, un directeur, etc. Deuxièmement, cette personne doit avoir commis l'acte illégal pour le bénéfice de la personne morale.
Pour déterminer si une entreprise est responsable, les juges cherchent à savoir si les fautes commises étaient le résultat de l'inaction d'un de ses représentants et si elles ont été commises au nom de l'entreprise. Si le représentant a agi pour lui-même ou dans son propre intérêt, la personne morale n'est pas responsable.
Une personne morale ne peut pas échapper à sa responsabilité en disant que son représentant n'était pas présent lorsque les faits se sont produits. De plus, cela n'a pas d'importance si le représentant ne travaillait pas là où l'acte illégal a eu lieu.
1. ↑  Crim., 13 mars 1997, n° 96-81.081